# Das Monster Aus Dem Schrank
Das Monster aus dem Schrank (Español: El monstruo del armario) es el primer álbum de estudio de la banda de metalcore alemana, We Butter The Bread With Butter. Fue lanzado el 21 de noviembre de 2008 a través de Redfield Records.

## Lista de canciones
| N.º   | Título                                         | Traducción español                                          | Duración |  |
| 1.    | «Intro»                                        |                                                             | 0:19     |  |
| 2.    | «Schlaf, Kindlein, Schlaf»                     | Duerme, pequeño, duerme                                     | 2:25     |  |
| 3.    | «Willst Du Mit Mir Gehn?»                      | ¿Quieres ir conmigo?                                        | 2:15     |  |
| 4.    | «Das Monster aus dem Schrank»                  | El monstruo del armario                                     | 3:27     |  |
| 5.    | «Breekachu»                                    | Combinación de las palabras "Pikachu" y "Bree" (Pig squeal) | 1:45     |  |
| 6.    | «Hänschen Klein»                               | Pequeño Hans                                                | 1:37     |  |
| 7.    | «Terminator und Popeye»                        | Terminator y Popeye                                         | 2:11     |  |
| 8.    | «Backe, Backe Kuchen»                          | Cocinando, cocinando pastel                                 | 2:19     |  |
| 9.    | «World of Warcraft»                            |                                                             | 2:15     |  |
| 10.   | «Fuchs Du Hast die Gans Gestohlen»             | Zorro, tú robaste el ganso                                  | 2:34     |  |
| 11.   | «Alle Meine Entchen»                           | Todos mis patitos                                           | 2:17     |  |
| 12.   | «I Shot the Sheriff»                           | cover de Bob Marley                                         | 1:47     |  |
| 13.   | «Hänsel und Grätel»                            | Hansel y Gretel                                             | 2:27     |  |
| 14.   | «Der Kuckuck und der Esel»                     | El cuco y el burro                                          | 2:07     |  |
| 15.   | «Extrem»                                       | Extremo                                                     | 5:25     |  |
| 16.   | «Godzilla (Bonus Track)»                       |                                                             | 2:07     |  |
| 17.   | «Alle Meine Entchen (Orchester-Version)»       | Todos mis patitos (versión orquesta)                        | 2:52     |  |
| 18.   | «Schlaf, Kindlein Schlaf (Electro-Version)»    | Duerme, pequeño, duerme (versión electro)                   | 2:24     |  |
| 19.   | «See You Lätta Brotenkopf (First WBTBWB Song)» | Nos vemos más tarde cabeza de pan (Primer tema de WBTBWB)   | 0:41     |  |
| 41:19 |                                                |                                                             |          |  |

## Créditos
We Butter The Bread With Butter
- Tobias "Tobi" Schultka — voz principal, batería, programación
- Marcel "Marci" Neumann — guitarra, bajo